# جوش كافالو
جوش كافالو (مواليد 13 نوفمبر 1999) هو لاعب كرة قدم أسترالي يلعب في مركز الظهير الأيسر في نادي أديلايد يونايتد.